# Emil Henriques
Emil Henriques (Norrköping, 19 dicembre 1883 – Stoccolma, 19 dicembre 1957) è stato un velista svedese, vincitore della medaglia d'argento ai Giochi olimpici di Stoccolma 1912 nella classe 8 metri a bordo dell'imbarcazione chiamata Sans Atout insieme a Bengt Heyman, Herbert Westermark, Nils Westermark e Alvar Thiel.

## Palmarès
- Giochi olimpici

Stoccolma 1912: argento nella classe 8 metri.